# 八馬兼介 (3代)

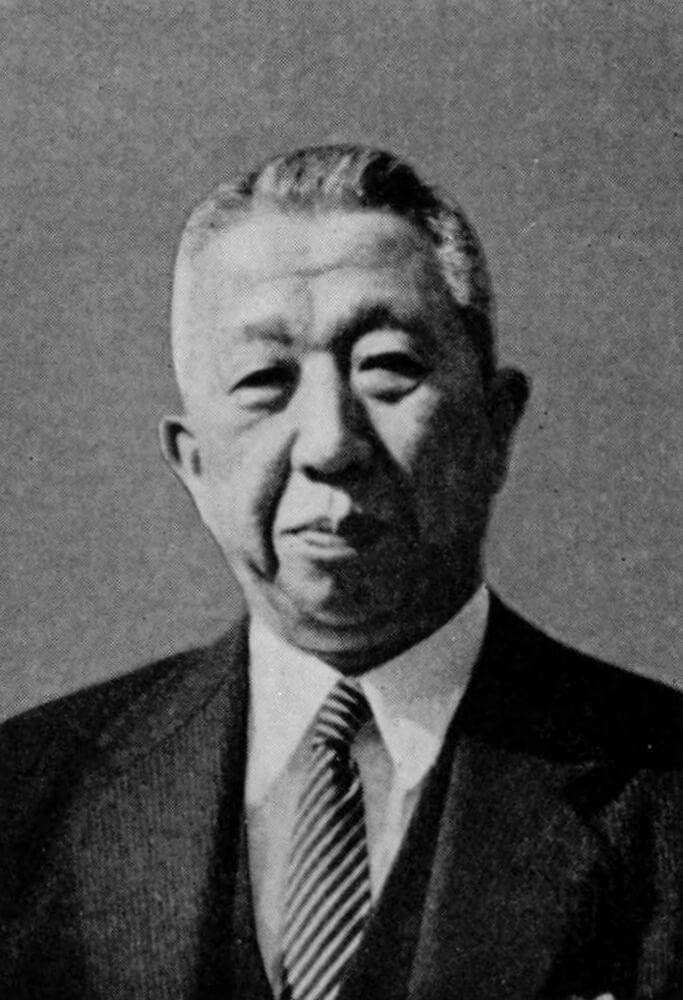
1953年撮影

3代八馬 兼介（はちうま かねすけ、旧名・栄之介、1894年〈明治27年〉12月23日 - 1960年〈昭和35年〉8月12日）は、日本の実業家、政治家、資産家、兵庫県多額納税者。貴族院議員。神戸銀行頭取。八馬汽船相談役。勲四等。

## 経歴
兵庫県武庫郡西宮町（現西宮市）出身。兵庫県平民、海運業・八馬永蔵の長男。初代八馬兼介の孫。1916年、早稲田大学商科卒業。
1917年、家督を相続し、旧名・栄之介を改めた。精米及び海運業を営み、傍ら銀行会社の重役であった。
西宮市会議員、日本船主協会、日伯協会各理事、八馬汽船社長、同会長、同相談役、武庫銀行、西宮銀行各頭取、日伯拓殖、大同信託、神戸土地興業、日本毛織、共同信託、東洋パルプ各取締役、西宮酒造、神戸海上火災保険、朝日海上火災保険、梅田映画劇場、阪神急行電鉄、東京宝塚劇場、山陽中央水電、南街映画劇場、神戸瓦斯、日本鉱産業、桐花興業各監査役、神戸信託相談役、多聞代表社員などを務めた。
1928年4月、兵庫県多額納税者として補欠選挙で貴族院議員に互選され、同年4月6日から1932年9月28日まで研究会に所属して貴族院議員を務めた。1936年、兵庫県の7銀行の合併による神戸銀行設立に参加。神戸銀行初代頭取に就任、1947年までその職を務めた。戦後、公職追放を受けた。

## 人物
八馬は一見貴公子然として何ら苦労知らずに想われるが、早くより父に死別れ実は苦労人で、幾度か苦難の起るたびにこれを突破して、自己の力によって常に自ら信ずる所の方向を誤らなかった。家庭的には祖父母に仕えて柔順、母に仕えて至孝だった。
若年で当時大繁忙の大船舶業者の責任者となる。未曽有の海運ブームに対処して巧みに売船その他の処置を行い、殊に岡崎、板谷等と共に売船に努めて大船成金となる。保有船の約4割を高値で売却し、巨富を手に入れ、大船成金の1人となった。
国防献金其の他計40万円を寄付した。宗教は真宗本派本願寺。住所は兵庫県西宮市久保町。

## 栄典
- 1920年4月16日 - 紺綬褒章[23]
  - 1918年、米価騰貴の際に救済のため金3万円を寄付する[23]。
- 1927年5月6日 - 紺綬褒章[23]
  - 1923年3月及び9月、兵庫県武庫郡西宮町上水道布設費並関東大震災火災救援費金33万円を寄付する[23]。
- 1928年6月6日 - 紺綬褒章[23]
  - 1927年10月、西宮市施療基金として金3万円を寄付する[23]。
- 1930年1月28日 - 紺綬褒章[23]
  - 1927年9月、兵庫県赤穂郡尾崎村施療基金として金1万円を寄付する[23]。
- 1934年5月5日 - 紺綬褒章[23]
  - 1932年7月、県社西宮神社造営費金1万5千円を寄付する[23]。
- 1936年1月21日 - 紺綬褒章[23]
  - 1931年1月、西宮市施療基金として1万円を寄付する[23]。
- 1936年5月15日 - 紺綬褒章[23]
  - 1930年7月、兵庫県庶民病院基金として1万9千350円を寄付する[23]。

## 家族・親族
八馬家
家系について、『人事興信録 第10版 下』の八馬兼介を紹介する記事には「八馬家は先々代兼翁祖業精米商を継承し後海運業に転じて巨利を博したるに始まる」という記述がある。
- 祖父・初代兼介（1839年 - 1918年、兼翁[1]、米屋[24]、精米商、海運業、資産家、西宮銀行頭取）[14] - 初代兼介（兼翁）は八馬家中興の祖であり[3]、八馬家の基を起こした[17]。
- 祖母・とき（1847年 - ?、兵庫、藤井萬兵衛の二女）[6][7]
- 父・永蔵（1871年 - 1917年、海運業、資産家、西宮肥料米穀社長）[12]
- 母・つや（1873年 - ?、兵庫、小川傳治郎の二女）[2][6]
- 弟
  - 安二良（1898年 - 1981年、八馬汽船社長） - 住所は芦屋市平田町。
  - 駒雄（1906年 - ?、西宮酒精社長）[12]
  - 眞治（1909年 - ?、多聞酒造社長）[12]
- 妻・はな[10]（1896年 - ?、あるいは花子[12]、神奈川、増田増蔵の長女）[10]
- 長男・啓（多聞酒造相談役、1921年 - ）[12]
  - 同妻（東京、子爵・三島通陽の三女）[13]
- 二男・理（西宮酒造（現日本盛）社長[12]、1927年 - ） - 住所は芦屋市平田町。
- 三男・望（多聞酒造会長、1929年 - ）[12]
  - 同妻（東京、子爵・稲葉正凱の長女、稲葉正縄の孫）[12]
- 四男・立（多聞ビル社長、1930年 - ）[12]
- 長女[17]
- 二女[7]
- 三女[7]
- 四女[7]

親戚
- 妹の夫
  - 中原益治郎（大阪大学名誉教授、工学博士）[12]
  - 瀧川清一（東洋燐寸社長瀧川儀作の長男、兵庫トヨタ自動車取締役）[12]
  - 大沢善夫（大沢商会社長）[12]
  - 二代津村重舎（ツムラ会長）[12]
- 姉の夫・早瀬太郎三郎（大阪府多額納税者、桐花興業社長）
- 弟の義父
  - 嶋谷徳三郎（嶋谷汽船社長）
  - 土倉鶴松（資産家）
  - 増田増太郎（増田製粉所会長）
- 娘の夫・秋田博正（貴族院議員秋田三一の長男）
- 息子の義父
  - 稲葉正凱（子爵）
  - 三島通陽（子爵、貴族院議員、参議院議員）
- 義父・増田増蔵（増田製粉所相談役、砂糖貿易商）